# Ryder Cup 2012
La 39a Ryder Cup es va disputar als Estats Units entre el 28 i el 30 de setembre de 2012 al Medinah Country Club a Medinah, a l'estat d'Illinois.

## Els equips
Els deu millors jugadors d'ambdós equips són escollits mitjançant un sistema de puntuació en el que s'agafen els resultats en diferents torneigs. Els altres dos jugadors són escollits pel capità de cada equip.

### Estats Units
| Equip dels Estats Units |      |                                 |                                     |
| Nom                     | Edat | Residència                      | Notes                               |
| Davis Love III          | 48   | St. Simons Island (Geòrgia)     | Capità de l'equip                   |
| Phil Mickelson          | 42   | Rancho Santa Fe (Califòrnia)    | 9a participació                     |
| Jason Dufner            | 35   | Auburn (Alabama)                | 1a participació                     |
| Bubba Watson            | 33   | Bagdad (Florida)                | 2a participació                     |
| Keegan Bradley          | 26   | Jupiter (Florida)               | 1a participació                     |
| Matt Kuchar             | 34   | Ponte Vedra Beach (Florida)     | 2a participació                     |
| Zach Johnson            | 36   | Lake Mary (Florida)             | 3a participació                     |
| Tiger Woods             | 36   | Windermere (Florida)            | 7a participació                     |
| Webb Simpson            | 27   | Charlotte (Carolina del Nord)   | 1a participació                     |
| Brandt Snedeker         | 31   | Nashville (Tennessee)           | 1a participació, elecció del capità |
| Jim Furyk               | 42   | Ponte Vedra Beach (Florida)     | 8a participació, elecció del capità |
| Steve Stricker          | 45   | Madison (Wisconsin)             | 3a participació, elecció del capità |
| Dustin Johnson          | 28   | Myrtle Beach (Carolina del Sud) | 2a participació, elecció del capità |

### Europa
| Equip d'Europa      |                  |      |                            |                                     |
| Nom                 | Nacionalitat     | Edat | Residència                 | Notes                               |
| José María Olazábal | Espanya          | 46   | Hondarribia, Espanya       | Capità de l'equip                   |
| Lee Westwood        | Anglaterra       | 39   | Worksop, Anglaterra        | 8a participació                     |
| Rory McIlroy        | Irlanda del Nord | 23   | Holywood, Irlanda del Nord | 2a participació                     |
| Martin Kaymer       | Alemanya         | 27   | Mettmann, Alemanya         | 2a participació                     |
| Graeme McDowell     | Irlanda del Nord | 33   | Portrush, Irlanda del Nord | 3a participació                     |
| Justin Rose         | Anglaterra       | 32   | Londres, Anglaterra        | 2a participació                     |
| Paul Lawrie         | Escòcia          | 43   | Aberdeen, Escòcia          | 2a participació                     |
| Francesco Molinari  | Itàlia           | 29   | Torí, Itàlia               | 2a participació                     |
| Sergio García       | Espanya          | 32   | Borriol, Espanya           | 6a participació                     |
| Peter Hanson        | Suècia           | 34   | Trelleborg, Suècia         | 2a participació                     |
| Luke Donald         | Anglaterra       | 32   | High Wycombe, Anglaterra   | 4a participació                     |
| Nicolas Colsaerts   | Bèlgica          | 29   | Brussel·les, Bèlgica       | 1a participació,elecció del capità  |
| Ian Poulter         | Anglaterra       | 36   | Milton Keynes, Anglaterra  | 4a participació, elecció del capità |

## Competició

### Enfrontaments del divendres

#### Matí: foursomes
| USA                     | Resultats        | EU                      |
| ----------------------- | ---------------- | ----------------------- |
| J. Furyk/B. Snedeker    | 1 Up             | R. McIlroy/G. McDowell  |
| P. Mickelson/K. Bradley | 4 & 3            | L. Donald/S. García     |
| J. Dunfer/Z. Johnson    | 3 & 2            | L. Westwood/F. Molinari |
| S. Stricker/T. Woods    | 2 & 1            | I. Poulter/J. Rose      |
| 2                       | Marcador parcial | 2                       |
| 2                       | Marcador total   | 2                       |

#### Tarda: fourballs
| USA                     | Resultats        | EU                     |
| ----------------------- | ---------------- | ---------------------- |
| B. Watson/W. Simpson    | 5 & 4            | P. Lawrie/P. Hanson    |
| P. Mickelson/K. Bradley | 2 & 1            | R. McIlroy/G. McDowell |
| T. Woods/S. Stricker    | 1 Up             | N. Colsaerts/S. García |
| D. Johnson/M. Kuchar    | 3 & 2            | J. Rose/M. Kaymer      |
| 3                       | Marcador parcial | 1                      |
| 5                       | Marcador total   | 3                      |

### Enfrontaments del dissabte

#### Matí: foursomes
| USA                     | Resultats        | EU                     |
| ----------------------- | ---------------- | ---------------------- |
| B. Watson/W. Simpson    | 1 Up             | J. Rose/I. Poulter     |
| P. Mickelson/K. Bradley | 7 & 6            | L. Westwood/L. Donald  |
| J. Dufner/Z. Johnson    | 2 & 1            | N. Colsaerts/S. García |
| J. Furyk/B. Snedeker    | 1 Up             | R. McIlroy/G. McDowell |
| 3                       | Marcador parcial | 1                      |
| 8                       | Marcador total   | 4                      |

#### Tarda: fourballs
| USA                  | Resultats        | EU                     |
| -------------------- | ---------------- | ---------------------- |
| B. Watson/W. Simpson | 5 & 4            | J. Rose/F. Molinari    |
| D. Johnson/M. Kuchar | 1 Up             | N. Colsaerts/P. Lawrie |
| T. Woods/S. Stricker | 1 Up             | S. García/L. Donald    |
| J. Dufner/Z. Johnson | 1 Up             | R. McIlroy/G. McDowell |
| 2                    | Marcador parcial | 2                      |
| 10                   | Marcador total   | 6                      |

### Enfrontaments del diumenge

#### Individuals
| USA             | Resultats        | EU                 |
| --------------- | ---------------- | ------------------ |
| Bubba Watson    | 2 & 1            | Luke Donald        |
| Webb Simpson    | 2 Up             | Ian Poulter        |
| Keegan Bradley  | 2 & 1            | Rory McIlroy       |
| Phil Mickelson  | 1 Up             | Justin Rose        |
| Brandt Snedeker | 5 & 3            | Paul Lawrie        |
| Dustin Johnson  | 3 & 2            | Nicolas Colsaerts  |
| Zach Johnson    | 2 & 1            | Graeme McDowell    |
| Jim Furyk       | 1 Up             | Sergio García      |
| Jason Dufner    | 2 Up             | Peter Hanson       |
| Matt Kuchar     | 3 & 2            | Lee Westwood       |
| Steve Stricker  | 1 Up             | Martin Kaymer      |
| Tiger Woods     | Empat            | Francesco Molinari |
| 3½              | Marcador parcial | 8½                 |
| 13½             | Marcador total   | 14½                |